# Rheinischer Merkur (Koblenz)

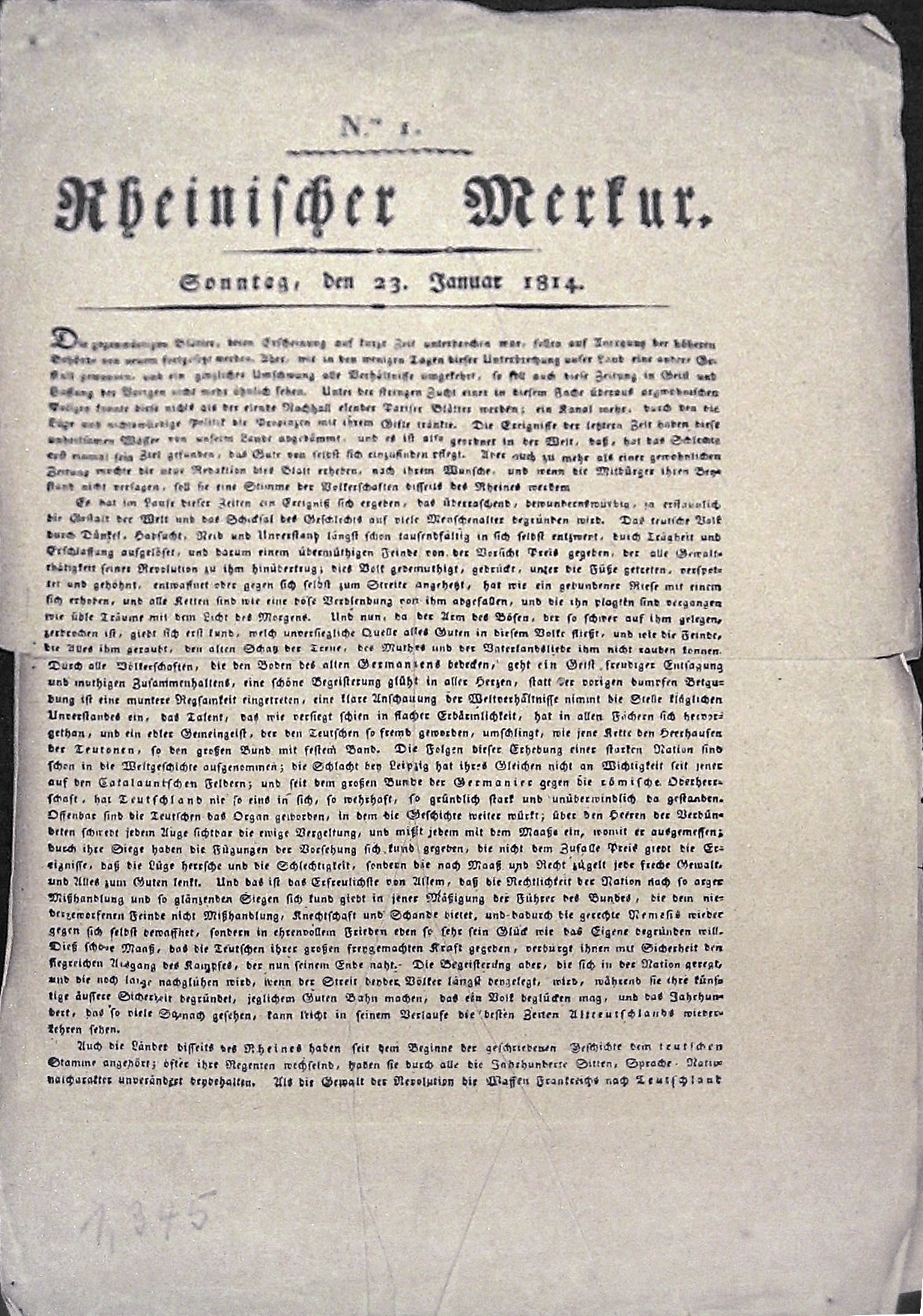
Erste Ausgabe des Rheinischen Merkur vom 23. Januar 1814

Der Rheinische Merkur war eine von 1814 bis 1816 in Koblenz erschienene liberale Zeitung. Herausgeber war der katholische und liberale Publizist Joseph Görres. Es war das bedeutendste politische Blatt seiner Zeit in Deutschland. Görres gilt als Schöpfer der modernen politischen Zeitung, die sowohl die Gründung eines deutschen Reichs propagierte als auch die revolutionären Bewegungen unterstützte.

## Geschichte
Nachdem im Sechsten Koalitionskrieg 1814 die Allianz aus Preußen, Österreichern und Russen das linke Rheinufer von den Franzosen zurückerobert hatten, übernahm Görres in Koblenz die Redaktion der zweisprachigen französischen Zeitung „Mercure de Rhin“. Die erste Ausgabe der nun Rheinischer Merkur heißenden Zeitung erschien am 23. Januar 1814. Görres führte mit ihr einen Kampf gegen Napoléon und setzte sich gleichzeitig für eine freiheitliche Verfassung eines föderalistischen und demokratischen Deutschlands ein. Das Blatt bot unter anderem dem Freiherrn vom Stein sowie dem Generalstab Blüchers ein Forum und wurde von Napoléon als „fünfte feindliche Großmacht“ bezeichnet. Der Rheinische Merkur war die erste deutsche Zeitung, die in Europa Aufmerksamkeit erregte. Görres lenkte am 20. November 1814 mit einem Artikel in seiner Zeitung wieder die Aufmerksamkeit der deutschen Öffentlichkeit auf die Notwendigkeit eines Weiterbaus des bis dato unvollendeten Kölner Doms.
Der Forderung nach Absetzung Napoléons folgte schnell eine Kritik an der Politik der deutschen Könige und Fürsten. Nach dem Einsetzen der Restauration propagierte der Rheinische Merkur liberale Forderungen und die Großdeutsche Lösung. Hatte Görres bis dato in Justus von Gruner einen mächtigen Fürsprecher des Rheinischen Merkurs, so geriet das Blatt bald nach dessen Ablösung durch Johann August Sack aufgrund immer deutlicher zu Tage tretender Kritik an Preußen zunehmend in den Fokus der Zensurbehörden. Als Görres sich schließlich über den für ihn zuständigen Zensor Revisionsrat von Breuning hinweg setzte und auch gestrichene Passagen veröffentlichte, war das Maß voll. Ein Verbot der Zeitung war nun unausweichlich. Am 3. Januar 1816 verbot Friedrich Wilhelm III. per Kabinettsorder, die Staatskanzler Hardenberg entworfen hatte, das weitere Erscheinen des Rheinischen Merkurs. Görres gab am 10. Januar 1816 die letzte Ausgabe des Blattes heraus, eine weitere vom 12. Januar, die zu diesem Zeitpunkt bereits gedruckt war, wurde aus dem Verkehr gezogen.
Von 1946 bis 2010 wurde anfangs ebenfalls in Koblenz, später in Bonn eine neue Zeitung mit dem Namen Rheinischer Merkur herausgegeben, die sich selbst in der Tradition von Görres’ Zeitung sah.